# Neuromorphic Engineering
Neuromorphic Engineering (engl.) ist eine neue interdisziplinäre Richtung biologisch inspirierter Physik, Mathematik, Informatik und Ingenieurwissenschaften zur Entwicklung neuraler Systeme und der Verbesserung der künstlichen Intelligenz. Dies dient der Entwicklung von Anwendungen wie dem maschinellen Sehen, „head-eye systems“, maschinellem Hörverstehen, sowie autonomen Robotern.

## Forschungsschwerpunkte
- Das europaweite interdisziplinäre Forschungsprojekt FACETS hat zum Ziel, neuartige biologie-inspirierte Rechenkonzepte zu entwickeln, die sich von herkömmlichen IT-Systemen basierend auf dem Turing-Modell  grundsätzlich unterscheiden. Im Mittelpunkt des Projekts steht  die Entwicklung einer neuromorphen, analogen Hardwarearchitektur in VLSI Technologie zur Simulation makroskopischer Teile der Großhirnrinde. Das Projekt wird finanziert von der Europäischen Kommission im Rahmen des 6. Forschungsrahmenprogramms.
- Kwabena Boahen, Neuroingenieur an der Stanford University, will mit Hilfe von Neuromorphing eine Schaltung mit etwa einer Million künstlicher Neuronen aus Silizium herstellen.
- Das Korea Advanced Institute of Technology arbeitet seit 1998 mit Kollegen an einer naturgetreuen Nachbildung menschlicher Sinnesorgane samt Signalverarbeitung genannt Artificial Brain. Geleitet wird das Projekt von Soo-Young Lee. Hierbei sind zwei Kameras beweglich aufgehängt. Die Signale der Kameras werden von Schaltungen weiterverarbeitet, die der menschlichen Netzhaut nachempfunden sind. Zwei Mikrofone sind an verbesserte Cochlear-Chips angeschlossen. Dadurch wird ein Teil der Informationsverarbeitung in die Sensoren ausgelagert, wodurch die nachgeschaltete informationsverarbeitende Instanz entlastet wird. Zusätzlich kann die Information aufmerksamkeitsgesteuert gefiltert werden. Die Entscheidungsfindung welche Information hierbei relevant ist, soll in weiteren Schritten durch eine Emotions-Funktion bestimmt werden.
- Das Blue Brain-Projekt an der Eidgenössischen Technischen Hochschule Lausanne simuliert das Zusammenspiel von etwa 106 vollständig realistisch nachgebildeten Neuronen eines Rattenhirns auf einem Hochleistungsrechner. Geleitet wird das Projekt von Henry Markram.
- IBM Cognitive Computing unterhält das Programm SyNAPSE, bei dem ein Katzengehirn mit etwa 109 nicht-vollständig-realistischen Neuronen simuliert wird. Geleitet wird das Projekt von Dharmendra Mohda.
- Die Brain Corporation unter der Leitung von Eugene M. Izhikevich simuliert etwa 1010 Neuronen, was der Größenordnung des menschlichen Gehirns entspricht. Diese Neuronen sind jedoch zufällig verknüpft und erfüllen keine konkrete Funktion.
- Das NIH unterhält das Human Connectome Project, welches die großräumigen Nervenverbindungen im Gehirn erforscht.
- Die University of Waterloo arbeitet an dem „funktionalen Gehirnmodell“ Spaun, welches auf dem Nengo-Framework beruht und aus 2,5·106 Neuronen besteht und mehrere verschiedene Aufgaben ohne Änderungen erfüllen kann.
- Ein Schwerpunkt ist die Entwicklung „Memristoren“ – 2020 entwickelten Forscher etwa einen Memristor, der bei elektrischen Spannungen von unter 100 mV funktioniert. Der „Memory Transistor“ aus leitfähigen mikrobiellen Nanodrähten des Geobacter sulfurreducens Bakteriums erlaubt den Betrieb durch Aktionspotenziale von natürlichen Neuronen und kann Biosensor-Signale lokal verarbeiten. Die Technologie könnte für Gehirn-inspiriertes Computing und/wie direkte Kommunikation mit biologischen Gehirnzellen eingesetzt werden.[1][2][3]